# Nettop

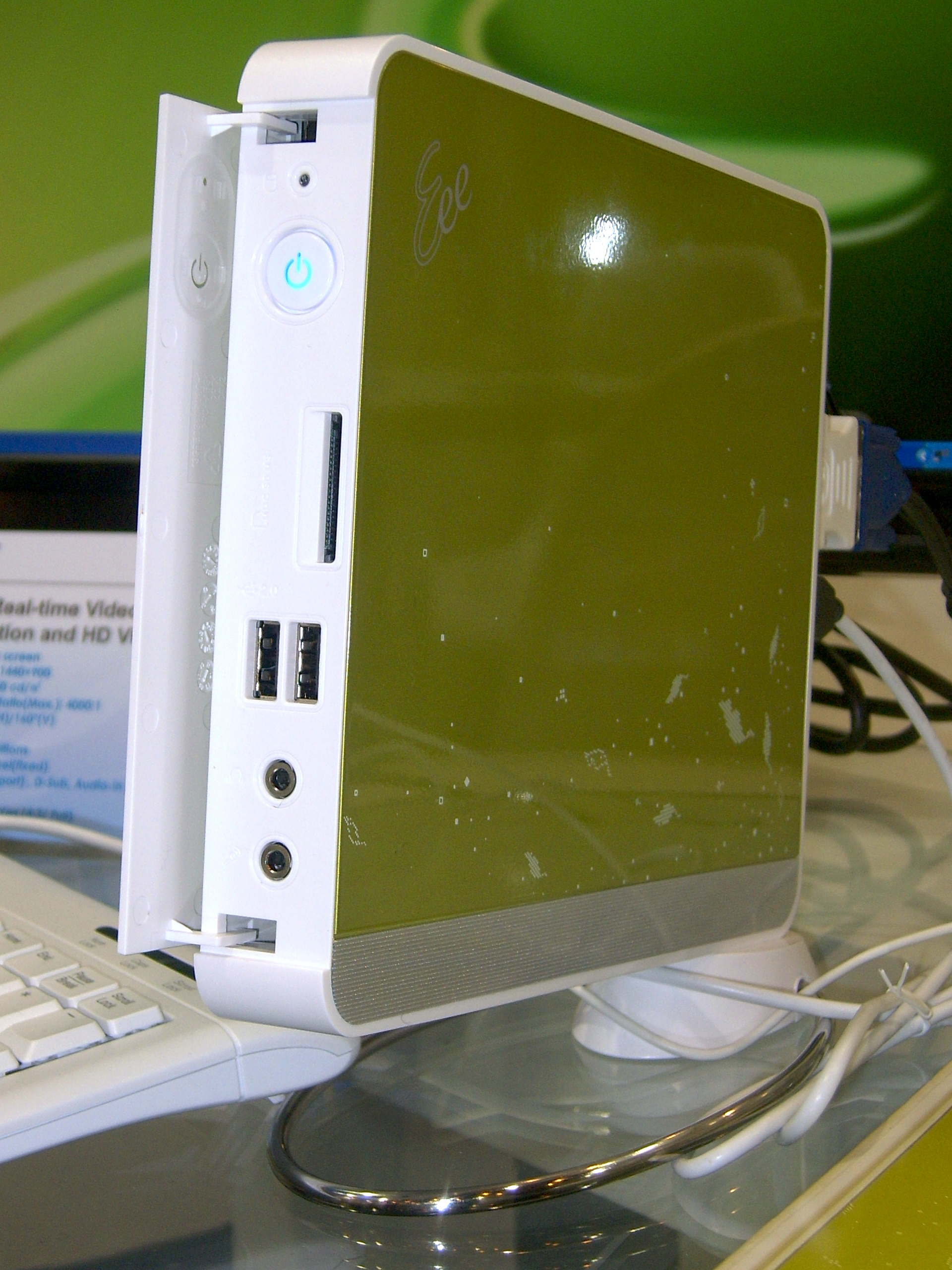
ASUS Eee Box

Nettop sau Mini PC, este un subtip de computer personal desktop de dimensiuni mici, conceput pentru sarcini de bază, cum ar fi navigarea web, procesarea documentelor, redare audio/video. Este omologul desktop al netbook-ului, un netbook staționar. Numele provine din combinarea cuvintelor "InterNET" și "deskTOP". Termenul a fost introdus de Intel în anul 2008 la momentul anunțării procesoarelor Atom. Majoritatea nettopurilor au un factor de formă all-in-One, ceea ce înseamnă că toate componentele hardware, cu excepția tastaturii și mouse-ul sunt integrate în aceeași carcasă. Exemple tipice sunt ASUS Eee Box și Acer AspireRevo.

## Caracteristici
În comparație cu computerele desktop, nettopurile ocupă puțin spațiu, sunt mai ieftine și consumă mult mai puțină energie. Un nettop cu funcții complete, bazat pe placa de bază Intel D510MO echipată cu procesorul Atom D510, consumă doar 27 W iar cu Atom 330, 35 W. Mai mult decât atât, funcționează foarte silențios având un nivel de zgomot de 26 dB sub sarcină completă. Folosesc adesea un sistem de disipare a căldurii fără ventilator (fanless).
Nettops-urile au suficientă putere de calcul pentru a rula un sistem de operare și pot avea porturi USB, precum și mufe pentru boxe sau căști.
Dispozitivele au fost deseori bazate pe componente cunoscute din notebook-uri și netbook-uri, cum ar fi plăci de bază mini-ITX, hard disk-uri de 2,5 inch, module de memorie SO-DIMM, precum și diverse variante ale procesoarelor Intel Atom și AMD.

### Hardware
Procesor: 
- Celeron
- Intel Atom, Intel Core i3, i5, i7 (x86)
- VIA Nano și VIA C7 (x86)
- AMD Fusion (x86)
- AMD Geode (x86)
- ARM Cortex
- Loongson (MIPS)

GPU:
- Intel GMA 950
- S3 Graphics Chrome
- GeForce 9400M G
- AMD Radeon HD 6310
- ATI Radeon HD 4530
- PowerVR

RAM: SO-DIMM, DDR3 sau DDR4 

Stocare: 2.5" HDD sau SSD, SATA III

Network: 802.11 Wi-Fi/Ethernet 10/100/1000 Mbps 

Porturi  I/O: LAN, USB 2.0, HDMI, audio out, Micro SD

Sistem de operare: Windows 10, Linux

## Producători
- Acer - Aspire Revo, Revo Base Arhivat în 10 octombrie 2019, la Wayback Machine.
- Aleutia - T1, H1 Arhivat în 22 septembrie 2019, la Wayback Machine.
- ASRock - ION 330
- ASUS - Eee Box
- Beelink - Beelink SER8 AMD Ryzen 7, Beelink EQ12 N100 Intel
- Dell - Studio Hybrid 140G, Zino HD
- ECS - MD100/MD110/MD120/MD210
- fit-PC - fit-PC[nefuncțională]
- Foxconn - NT-a3500, NT-510
- Gigabyte - BXi54570R
- Genesi - Efika MX
- Intel - NUC5i5RYK
- Lemote - Fuloong2F Arhivat în 23 august 2018, la Wayback Machine.
- Linutop - Linutop
- Lenovo - Q100/Q110
- Monix PC - E-2012, E-Q5, E-Q6
- MSI - Cubi series
- Prestigio - ION 230 Super Slim
- RDP - XL-600, 700, 800 Arhivat în 15 septembrie 2019, la Wayback Machine.
- Sapphire Technology - SAPPHIRE Edge-HD Mini-PC
- System76 - Meerkat
- Think Penguin - Pocket Wee[nefuncțională]
- Viatech - ARTiGO A1250 Arhivat în 7 septembrie 2019, la Wayback Machine.
- ViewSonic - PC mini 530
- Zareason - Zini 1880 Arhivat în 8 septembrie 2019, la Wayback Machine.
- Zonbu - Zonbu Mini
- Zotac - ZBOX Series[6][7][8]

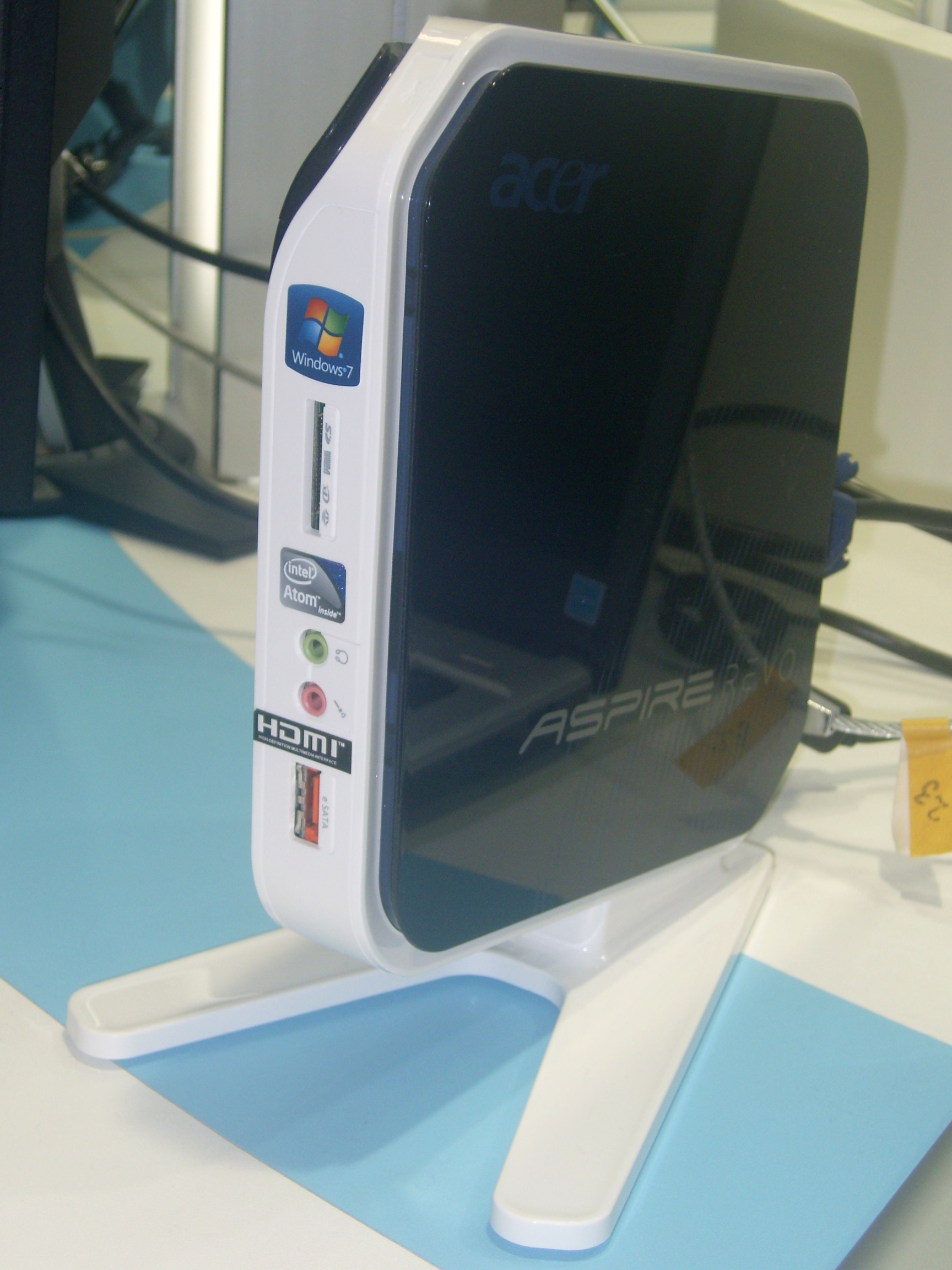
Acer AspireRevo
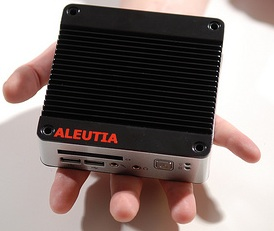
Aleutia T1 fanless
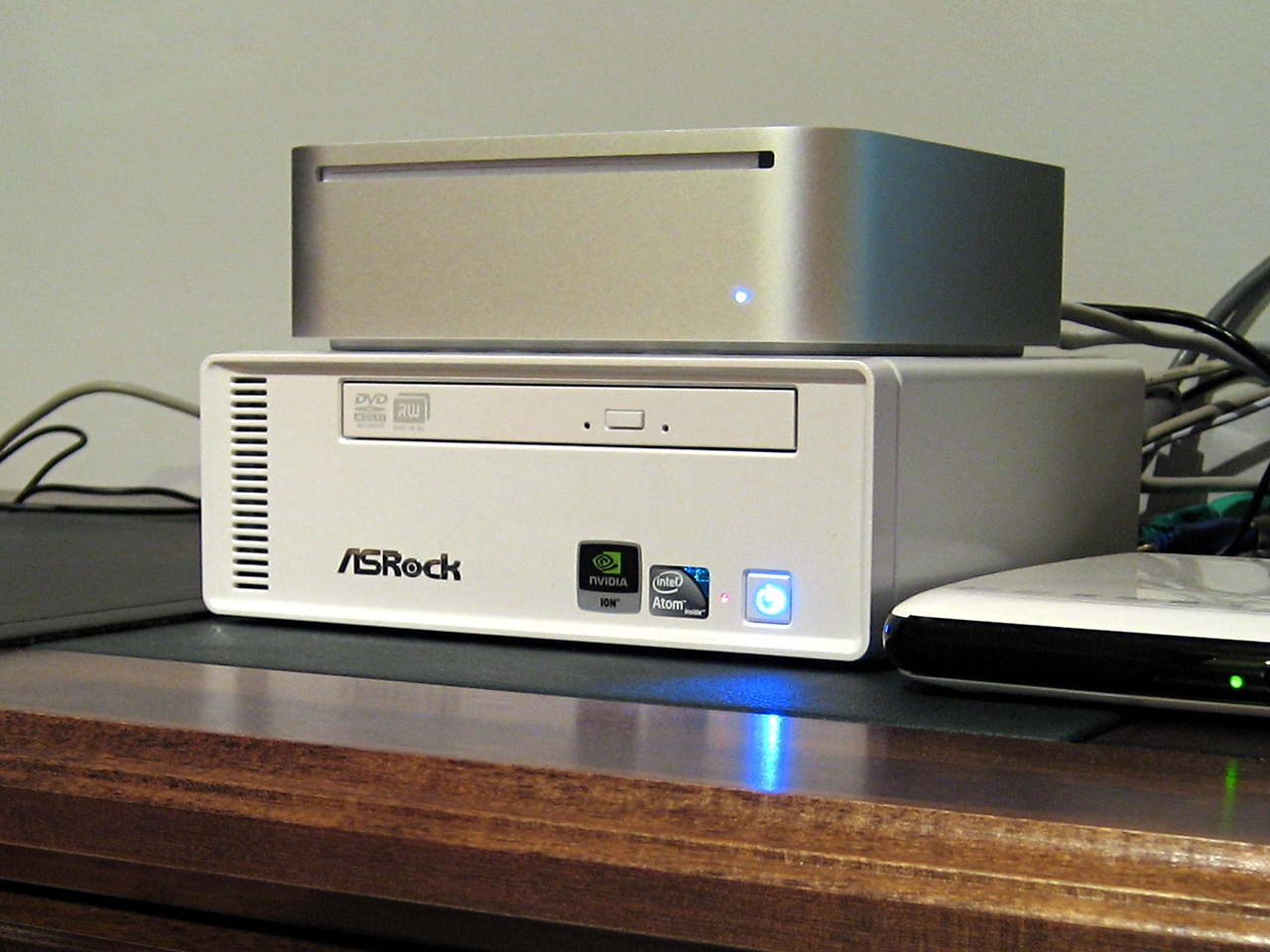
Asrock ION 330
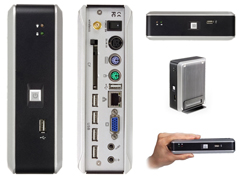
Zonbu Mini PC
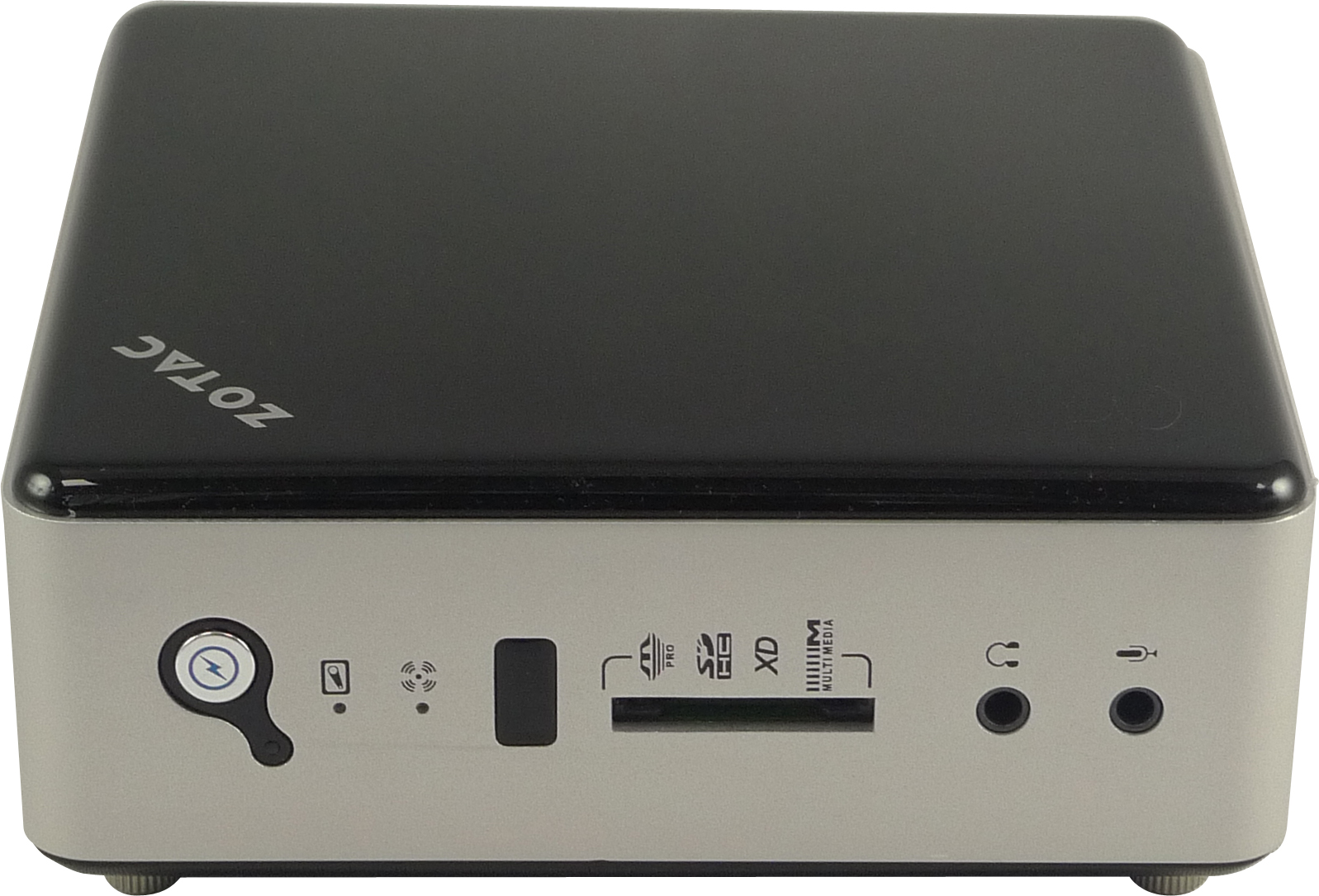
Zotac ZBOX